# Prochowice
Prochowice est une ville de Pologne dans la voïvodie de Basse-Silésie,

## Histoire

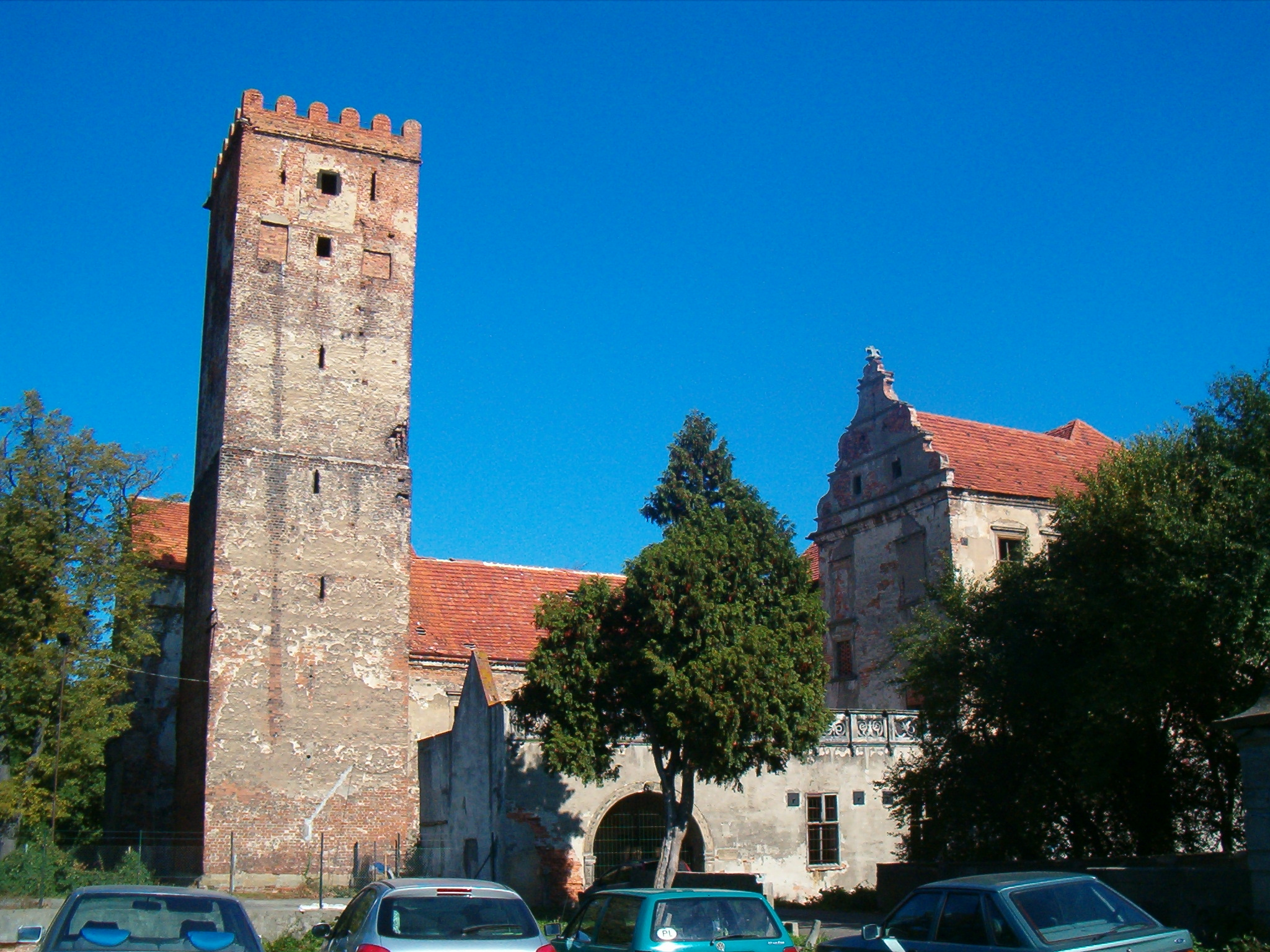
Château de Prochowice

Ville du XIIIe siècle au bord de la rivière Kaczawa avec le château datant du Moyen Âge et remanié au XVIIIe siècle. La partie la plus ancienne du château est la tour du XVIe siècle. Situé sur la place du Vieux Marché, l’Hôtel de Ville baroque date pour sa part des XVIIe et XVIIIe siècles.
L'histoire de Prochowice remonte au début du XIIIe siècle, la ville fut construite sur un terrain stratégique pour la sécurité de ses habitants, un croisement de voies de transport, Wrocław - Zgorzelec et Wrocław - Głogów. La population se livrait à la pêche, la chasse, l'artisanat, l'agriculture et l'élevage de bétail. Tout cela a été possible, grâce à une caractéristique remarquable de la zone géographique.
Le propriétaire de Prochowice au XIIe siècle, était un ami proche du Prince Bolesław Rogatka. Il vivait dans un château fortifié en bois qui se trouvait à la place du magnifique château actuel, le plus important monument de la ville.
En 1280 Prochowice devint officiellement une ville. C'est Bolesław Ier Świdnicki qui le confirme en 1293.
De 1742 à 1945, Parchwitz fait partie de l'arrondissement de Liegnitz dans le district de Liegnitz au sein de la province de Silésie

## Géographie

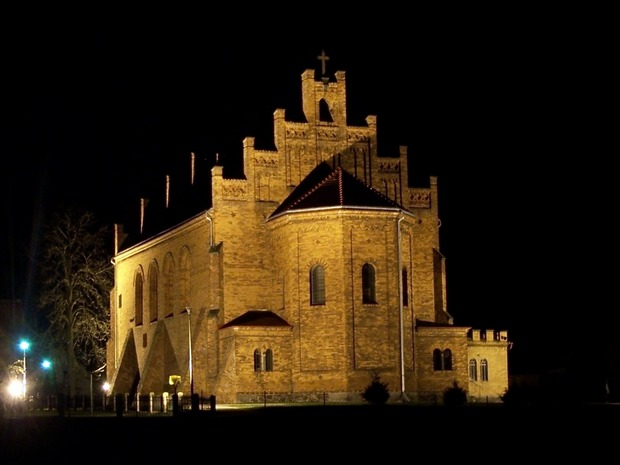
Église Saint Jean Baptiste de Prochowice

Le canton de Prochowice est situé dans la partie centrale de la province de Basse-Silésie, à une altitude de 95 à 142 m. Le point culminant est situé dans la partie sud sur une petite colline à une altitude de 142,7 m, tandis que le plus bas est situé dans la zone le long de la rivière Oder, 95,6 m au-dessus du niveau de la mer. Les coordonnées géographiques sont 51º de latitude nord et 16º de longitude est. La superficie est de 10 262 ha (y compris la municipalité Prochowice - 984 ha), 103 km², ce qui représente 13,78 % du district legnickiego et 0,51 % de la province de Basse-Silésie.

### Situation
- Wroclaw - 51 km ;
- Legnica - 18 km ;
- Poznań - 175 km ;
- Cracovie - 320 km ;
- Varsovie - 395 km ;
- Świnoujście - 415 km ;
- Gdansk - 535 km ;
- République tchèque (Lubawka) - 80 km ;
- Allemagne (Jędrzychowice) - 110 km ;
- Slovaquie (Chyżne) - 390 km ;
- Ukraine (Medyka) - 585 km ;
- Bélarus (Terespol) - 595 km ;
- Russie (Bezledy) - 615 km ;
- Lituanie (Ogrodniki) - 790 km.

## Administration

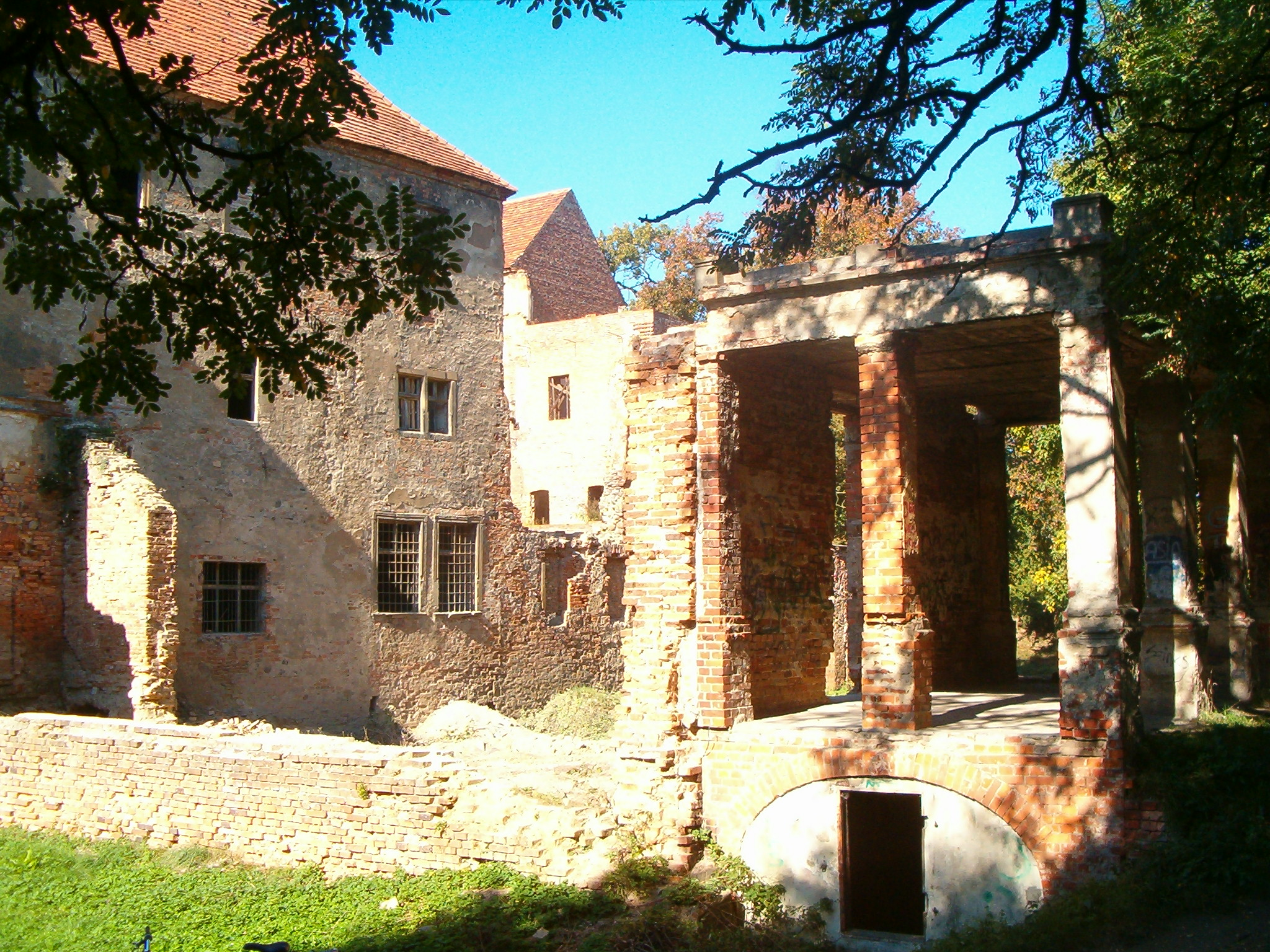
Château de Prochowice

À la suite de la mise en œuvre de la réforme administrative, à partir du 1er janvier 1999, urbain - rural Prochowice fait partie de la province de Basse Silésie.
La frontière orientale du canton est la rivière Oder, la frontière sud - une ligne de chemin de fer entre Legnica - Wrocław, tandis que l'ouest et du nord de la frontière en raison de l'absence d'obstacles naturels, est artificielle dans la nature.
Le canton est composé de 13 villes : Prochowice, Cichobórz, Dąbie, Golanka Dolna, Gromadzyń, Kawice, Kwiatkowice, Lisowice, Mierzowice, Motyczyn, Rogów Legnicki, Szczedrzykowice, Szczedrzykowice Stacja.